# Grand Prix automobile de Belgique 2014
GP précédent GP suivant
Le Grand Prix automobile de Belgique 2014 (2014 Formula 1 Shell Belgian Grand Prix), disputé le 24 août 2014 sur le circuit de Spa-Francorchamps, est la 909e épreuve du championnat du monde de Formule 1 courue depuis 1950. Il s'agit de la soixante-neuvième édition du Grand Prix de Belgique, la cinquante-neuvième comptant pour le championnat du monde de Formule 1, et de la douzième manche du championnat 2014.
Les qualifications, marquées par une météo changeante et piégeuse, se résument à une nouvelle lutte pour la pole position entre les deux pilotes Mercedes. Lewis Hamilton, meilleur temps lors de la phase Q2 disputée sous la pluie, s'incline derrière Nico Rosberg, meilleur temps lors des phases Q1 et Q3, sur piste humide. Rosberg réalise sa septième pole position de la saison, sa quatrième consécutive et la onzième de sa carrière. Derrière les deux Mercedes, la deuxième ligne est constituée de Sebastian Vettel et Fernando Alonso ; Daniel Ricciardo s'élance en troisième ligne aux côtés de Valtteri Bottas.
Daniel Ricciardo remporte, au volant de sa Red Bull RB10, sa troisième victoire de la saison, sa deuxième consécutive et la troisième de sa carrière, à l'issue d'une course dont les cartes sont rebattues dès le deuxième tour lorsque Nico Rosberg, deuxième après avoir manqué son départ, casse son aileron avant sur la roue arrière de son coéquipier, en tête, en tentant de le doubler. Hamilton, victime d'une crevaison et relégué en fond de classement abandonne en fin de course tandis que Rosberg manque la victoire pour quatre secondes, temps nécessaire au changement de son aileron. Valtteri Bottas, sur une stratégie décalée à trois arrêts finit la course en trombe pour obtenir un nouveau podium, aux dépens de son compatriote Kimi Räikkönen dont la quatrième place constitue son meilleur résultat depuis le début de la saison. Plus loin, Sebastian Vettel, se classe cinquième, suivi par Jenson Button, Fernando Alonso, Sergio Pérez, Daniil Kvyat et Nico Hülkenberg. Kevin Magnussen, cinquième sous le drapeau à damier, est retrogradé en douzième position à la suite d'une pénalité pour avoir poussé Alonso hors de la piste.
Rosberg reste en tête du championnat avec 220 points contre 191 pour Hamilton. Ricciardo conforte sa troisième place (156 points) devant Alonso (121 points) ; Valtteri Bottas reste cinquième (110 points) devant Sebastian Vettel, sixième avec 98 points. Mercedes est toujours largement en tête du classement des constructeurs avec 411 points et devance Red Bull Racing (254 points). Ferrari (160 points) est troisième devant Williams (150 points) ; McLaren, avec 105 points, reprend la cinquième place à Force India (103 points) ; suivent Toro Rosso (19 points), Lotus F1 Team (8 points) et Marussia F1 Team (2 points). Neuf des onze écuries engagées au championnat ont marqué des points, Sauber et Caterham n'en ayant pas encore inscrit.

## Essais libres

### Première séance, le vendredi de 10 h à 11 h 30
| Pos. | Pilote          | Voiture              | Chrono         | Écart     |
| ---- | --------------- | -------------------- | -------------- | --------- |
| 1    | Nico Rosberg    | Mercedes             | 1 min 51 s 577 |           |
| 2    | Lewis Hamilton  | Mercedes             | 1 min 51 s 674 | + 0 s 097 |
| 3    | Fernando Alonso | Ferrari              | 1 min 51 s 805 | + 0 s 228 |
| 4    | Jenson Button   | McLaren-Mercedes     | 1 min 52 s 404 | + 0 s 827 |
| 5    | Kimi Räikkönen  | Ferrari              | 1 min 52 s 818 | + 1 s 241 |
| 6    | Sergio Pérez    | Force India-Mercedes | 1 min 52 s 903 | + 1 s 326 |

La première séance d'essais libres après la pause estivale se dispute sous le ciel gris du circuit de Spa-Francorchamps. Le manufacturier de pneumatiques italien Pirelli propose aux écuries ses gommes tendres (pneus jaunes) et les plus dures (pneus « medium » blancs) ; ce choix est moins conservateur qu'en première partie de saison où des pneus encore plus durs étaient préférés sur des tracés similaires du point de vue du développement du tracé et des contraintes latérales imposées à la structure pneumatique. Si les pilotes s'élancent immédiatement pour boucler un premier tour d'installation, il faut attendre près de vingt minutes pour que Kevin Magnussen ne fixe le temps de référence, en 1 min 53 s 405,,.
Avec le train de pneus supplémentaire utilisable uniquement durant la première demi-heure, Nico Rosberg améliore en 1 min 52 s 143. Fernando Alonso prend, un temps, la tête en 1 min 51 s 937 puis Rosberg tourne en 1 min 51 s 724. Le novice André Lotterer tourne deux secondes plus lentement que son coéquipier chez Caterham Marcus Ericsson dans ses premières boucles ; toutefois, après une heure en piste et après avoir rapporté par radio un problème de sous-virage en milieu de virage à moyenne vitesse, il améliore les temps d'Ericsson,,.
De nombreux pilotes bloquent leurs roues sur les freinages appuyés et Kimi Räikkönen part en tête-à-queue à l'épingle de La Source. Peu après la mi-séance, Lewis Hamilton passe en tête du classement en 1 min 51 s 674 ; Nico Rosberg fait mieux quelques minutes plus tard en bouclant son tour en 1 min 51 s 577. À l'issue de la session, seuls Alonso et Jenson Button parviennent à tourner dans la même seconde que les pilotes Mercedes. Sebastian Vettel, qui rencontre des problèmes en montant ses rapports de boîte de vitesses, doit observer la fin de séance depuis son stand,,.
- Alexander Rossi, pilote essayeur chez Marussia F1 Team, remplace Max Chilton lors de cette séance d'essais. Alors que l'écurie avait initialement annoncé qu'il remplacerait Chilton durant l'ensemble du week-end de Grand Prix, il n'effectue finalement que cette session d'essais[5],[6],[7],[8],[9],[10].
- André Lotterer remplace Kamui Kobayashi chez Caterham F1 Team durant l'ensemble du week-end de Grand Prix[11],[12],[13].
- Giedo Van der Garde, pilote essayeur chez Sauber, remplace Esteban Gutiérrez lors de cette séance d'essais.

### Deuxième séance, le vendredi de 14 h à 15 h 30
| Pos. | Pilote          | Voiture           | Chrono         | Écart     |
| ---- | --------------- | ----------------- | -------------- | --------- |
| 1    | Lewis Hamilton  | Mercedes          | 1 min 49 s 189 |           |
| 2    | Nico Rosberg    | Mercedes          | 1 min 49 s 793 | + 0 s 604 |
| 3    | Fernando Alonso | Ferrari           | 1 min 49 s 930 | + 0 s 741 |
| 4    | Felipe Massa    | Williams-Mercedes | 1 min 50 s 327 | + 1 s 138 |
| 5    | Jenson Button   | McLaren-Mercedes  | 1 min 50 s 659 | + 1 s 470 |
| 6    | Valtteri Bottas | Williams-Mercedes | 1 min 50 s 677 | + 1 s 488 |

La deuxième séance d'essais libres du Grand Prix de Belgique commence sous un ciel menaçant et avec une température ambiante de 17 °C, la piste étant à 32 °C. Sebastian Vettel, qui n'avait pas pu terminer la première séance d'essais libres le matin, ne participe pas à cette session, ses mécaniciens changeant son moteur après qu'un problème au niveau de l'échappement a été identifié. Comme lors de la précédente séance, Kevin Magnussen établit le premier temps de référence en 1 min 52 s 677,,.
Après seulement sept minutes, Pastor Maldonado sort de la piste, roule longtemps dans l'herbe et perd le contrôle de sa monoplace ; il heurte les rails peu avant le virage Pouhon et provoque une neutralisation sous drapeau rouge afin que les commissaires évacuent sa Lotus E22 et nettoient la piste. La séance est relancée quelques minutes plus tard et Jenson Button relaie son coéquipier en tête du classement avec un tour bouclé en 1 min 52 s 285. Le Britannique est ensuite battu par Felipe Massa (1 min 52 s 214), Nico Rosberg (1 min 52 s 065), Lewis Hamilton (1 min 51 s 989) et Fernando Alonso (1 min 51 s 693),,.
Alors qu'Hamilton repasse en tête en 1 min 51 s 276, Esteban Gutiérrez sort de la piste, juste après Blanchimont, sans dommage. « Quelque chose a cassé en plein milieu de la courbe, peut-être la boîte, on verra. J'espère que ça n'arrivera plus, heureusement que ça s'est produit dans ce virage où il y a une échappatoire, on est quand même à 280 ou 290 ! » déclare le Mexicain dont la monoplace doit être évacuée par les commissaires, ce qui provoque une nouvelle interruption de séance,,.
À la relance, Kevin Magnussen chausse les pneus tendres et s'installe immédiatement en tête en 1 min 51 s 074. La Red Bull RB10, dotée d'un nouvel aileron arrière devant compenser le manque de puissance du bloc Renault, est toujours à la peine : Daniel Ricciardo sort plusieurs fois de la piste, vraisemblablement en manque d'appui aérodynamique. Kimi Räikkönen reste bloqué au stand durant plusieurs dizaines de minutes tandis que le débutant André Lotterer évolue dans le même rythme que son équipier Marcus Ericsson,,.
Button, en pneus tendres, pointe en tête en 1 min 50 s 659 mais doit s'effacer derrière les pilotes Mercedes dès qu'ils changent à leur tour de pneus : Rosberg tourne en 1 min 49 s 793 et Hamilton, en 1 min 49 s 189, réalise le meilleur temps de la journée. Alonso est, comme lors de la première séance, troisième, et désormais seul à tourner dans la même seconde que les Mercedes. Les Williams montent en puissance au fil du weekend grâce à Massa, quatrième, et Valtteri Bottas, sixième, qui encadrent Button,,.

### Troisième séance, le samedi de 11 h à 12 h
| Pos. | Pilote           | Voiture           | Chrono         | Écart     |
| ---- | ---------------- | ----------------- | -------------- | --------- |
| 1    | Valtteri Bottas  | Williams-Mercedes | 1 min 49 s 465 |           |
| 2    | Daniel Ricciardo | Red Bull-Renault  | 1 min 49 s 733 | + 0 s 268 |
| 3    | Nico Rosberg     | Mercedes          | 1 min 49 s 739 | + 0 s 274 |
| 4    | Kimi Räikkönen   | Ferrari           | 1 min 49 s 817 | + 0 s 352 |
| 5    | Lewis Hamilton   | Mercedes          | 1 min 49 s 817 | + 0 s 352 |
| 6    | Fernando Alonso  | Ferrari           | 1 min 49 s 890 | + 0 s 425 |

La troisième et dernière séance d'essais libres du Grand Prix de Belgique commence sur une piste détrempée et les pilotes bouclent leurs premiers tours d'installation chaussés de pneus « intermédiaires » ou « pleine pluie ». Si, assez rapidement, une trajectoire sèche se dessine, l'humidité importante incite la majorité de plateau à rester à l'abri dans les stands. Durant le premier quart d'heure, seul le novice André Lotterer a bouclé un tour chronométré, en 2 min 07 s 529. Sur une piste s'étant un peu plus asséchée, Jules Bianchi, en deux temps, améliore de plus de 6 secondes (2 min 01 s 823 puis 2 min 01 s 529). Son coéquipier Max Chilton est le seul autre pilote en piste,,.
À trente minutes de la fin de séance, Esteban Gutiérrez rompt le silence et prend la piste avec des pneus durs pour le sec ; il améliore, en deux temps, la performance de Bianchi (2 min 00 s 242 puis 1 min 56 s 151 une fois que la gomme est suffisamment montée en température pour atteindre sa fenêtre optimale de fonctionnement). Felipe Massa, Jean-Éric Vergne et Daniil Kvyat s'élancent en même temps ; La Williams de Massa talonne dans le Raidillon de l'Eau Rouge et son premier tour lancé est plus lent que celui des pilotes de la Scuderia Toro Rosso. Pastor Maldonado passe en tête en 1 min 54 s 850, Kvyat améliore en 1 min 53 s 519 tandis que Valtteri Bottas, en 1 min 51 s 583, améliore de près de deux secondes sur son premier tour lancé,,.
À un quart d'heure du terme, Fernando Alonso trouve 3 dixièmes de seconde sur le temps de Bottas (1 min 51 s 218) juste avant de laisser les pilotes Mercedes prendre, comme de coutume, le commandement ; Nico Rosberg tourne en 1 min 50 s 023 et Lewis Hamilton en  1 min 50 s 022. Cinq minutes avant le drapeau à damier, Kimi Räikkönen chausse ses pneus tendres et passe en tête en 1 min 49 s 817. Alors que les pilotes Mercedes stoppent leurs efforts pour économiser leurs pneus tendres, Bottas améliore en 1 min 49 s 465 et réalise le meilleur temps de la session,,.

## Séance de qualifications

### Résultats des qualifications

#### Session Q1
Une heure avant le début de la séance qualificative du Grand Prix, une pluie battante noie le circuit puis se change en chute de grêle. Si le ciel bleu réapparaît un quart d'heure avant la première phase des qualifications, la piste détrempée force les pilotes à s'élancer en pneus intermédiaires à l'exception de Valtteri Bottas et des pilotes Sauber, Adrian Sutil et Esteban Gutiérrez, en pneus pour la pluie. Contrairement à la dernière séance d'essais, le passage successif des monoplaces ne suffit pas à assécher la trajectoire idéale de la piste. Jules Bianchi fixe le temps de référence en 2 min 16 s 474,,.
Marcus Ericsson améliore en 2 min 15 s 829, les deux Scuderia Toro Rosso se montrent un temps plus rapides mais Bottas prend la tête en 2 min 10 s 750. Daniel Ricciardo tourne ensuite en 2 min 10 s 642 alors que Lewis Hamilton et André Lotterer partent à la faute à la chicane de l'Arrêt de bus. Felipe Massa, suivant l'exemple de son coéquipier, passe alors en pneus « pleine pluie » alors qu'Hamilton, en dépit de sa sortie de piste, poursuit en pneus intermédiaires et prend le commandement en 2 min 09 s 492 puis 2 min 07 s 587,,.
Esteban Gutiérrez s'immobilise en piste à sept minutes du drapeau à damier ; un double drapeau jaune est agité, permettant aux commissaires de piste de dégager la monoplace sans neutralisation totale de la séance. À la relance, les conditions de piste s'améliorant, tous les pilotes sont chaussés de pneus intermédiaires. Hamilton améliore encore, en 2 min 07 s 280, puis Nico Rosberg réalise la meilleure performance, en 2 min 07 s 130 dans les derniers instants de la session,,.
Jules Bianchi réalise un tour qui lui permet d'accéder à la douzième place, synonyme de qualification pour la phase Q2. Pastor Maldonado part à son tour en tête-à-queue à la chicane de l'Arrêt de bus et ne peut pas s'extraire de la zone d'élimination. Lotterer, immobilisé dans son garage et tournant au-delà des 107 % qualificatifs, reprend la piste et finit par se qualifier devant son coéquipier. Les six pilotes éliminés sont Lotterer et Ericsson, Max Chilton, Gutiérrez, Nico Hülkenberg et Maldonado,,.

#### Session Q2
La pluie s'est remise à tomber juste avant la deuxième partie des qualifications. Les pilotes se relancent néanmoins en pneus intermédiaires, informés par leurs stands que leur première tentative doit être décisive en raison de l'humidification progressive de la piste. Romain Grosjean établit le temps de référence en 2 min 13 s 974,,.
Adrian Sutil améliore en 2 min 11 s 763 mais doit s'incliner derrière Jenson Button (2 min 09 s 907), Valtteri Bottas (2 min 08 s 891) et Fernando Alonso (2 min 08 s 470). Nico Rosberg prend le commandement en 2 min 08 s 108, une seconde moins vite qu'en phase Q1. Finalement, Lewis Hamilton réalise les deux meilleurs temps en tournant en 2 min 07 s 089 puis 2 min 06 s 609. Les six pilotes éliminés sont Jules Bianchi, Sergio Pérez, Grosjean, Sutil, Jean-Éric Vergne et son coéquipier Daniil Kvyat,,.

#### Session Q3
La pluie s'arrête au moment où les pilotes se relancent en piste. Les écuries de pointe, Mercedes, Red Bull, Ferrari, Williams et McLaren ont placé leurs deux monoplaces parmi les dix premiers. Sebastian Vettel prend la piste en premier pour éviter les projections d'eau ; Lewis Hamilton, Fernando Alonso et Nico Rosberg le suivent immédiatement, avec leurs pneus intermédiaires,,.
Hamilton rate son premier freinage lors de son premier tour lancé et doit désormais tout miser sur sa deuxième tentative, tout en conservant ses pneus dans la bonne fenêtre de température. Vettel tourne en 2 min 08 s 141 mais Rosberg, en 2 min 05 s 698, prend la tête du classement devant Vettel, Alonso, Kimi Räikkönen, Valtteri Bottas, Daniel Ricciardo, Jenson Button, Kevin Magnussen, Felipe Massa et Hamilton,,.
Hamilton choisit finalement de rentrer pour changer ses pneus alors que Rosberg reste en piste. À nouveau, Hamilton rate le premier freinage mais se reprend et améliore son meilleur temps en tournant en 2 min 05 s 819. Il accède au second rang, à six dixièmes de seconde de son coéquipier. Rosberg réalise sa quatrième pole position consécutive, sa septième de la saison et la onzième de sa carrière. Le duo Mercedes s'élance devant Vettel et Alonso ; suivent Ricciardo qui a évité de justesse une sortie de piste dans le dernier secteur, Bottas, Magnussen, Räikkönen, Massa et Button,,.

### Grille de départ

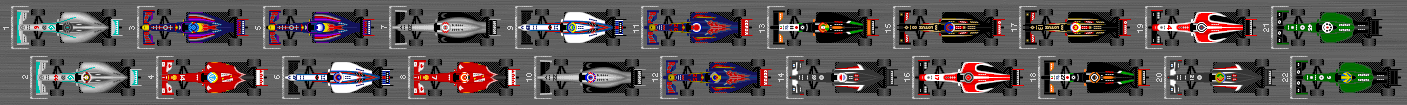
La grille de qualification et de départ du Grand Prix de Belgique 2014.

| Pos.                                                                                      | Pilote            | Écurie               | Qualifications 1 | Qualifications 2 | Qualifications 3 |
| ----------------------------------------------------------------------------------------- | ----------------- | -------------------- | ---------------- | ---------------- | ---------------- |
| 1                                                                                         | Nico Rosberg      | Mercedes             | 2 min 07 s 130   | 2 min 06 s 723   | 2 min 05 s 591   |
| 2                                                                                         | Lewis Hamilton    | Mercedes             | 2 min 07 s 280   | 2 min 06 s 609   | 2 min 05 s 819   |
| 3                                                                                         | Sebastian Vettel  | Red Bull-Renault     | 2 min 10 s 105   | 2 min 08 s 868   | 2 min 07 s 717   |
| 4                                                                                         | Fernando Alonso   | Ferrari              | 2 min 10 s 197   | 2 min 08 s 450   | 2 min 07 s 786   |
| 5                                                                                         | Daniel Ricciardo  | Red Bull-Renault     | 2 min 10 s 089   | 2 min 08 s 989   | 2 min 07 s 911   |
| 6                                                                                         | Valtteri Bottas   | Williams-Mercedes    | 2 min 09 s 250   | 2 min 08 s 451   | 2 min 08 s 049   |
| 7                                                                                         | Kevin Magnussen   | McLaren-Mercedes     | 2 min 11 s 081   | 2 min 08 s 901   | 2 min 08 s 679   |
| 8                                                                                         | Kimi Räikkönen    | Ferrari              | 2 min 09 s 885   | 2 min 08 s 646   | 2 min 08 s 780   |
| 9                                                                                         | Felipe Massa      | Williams-Mercedes    | 2 min 08 s 403   | 2 min 08 s 833   | 2 min 09 s 178   |
| 10                                                                                        | Jenson Button     | McLaren-Mercedes     | 2 min 10 s 529   | 2 min 09 s 272   | 2 min 09 s 766   |
| 11                                                                                        | Daniil Kvyat      | Toro Rosso-Renault   | 2 min 10 s 445   | 2 min 09 s 377   |                  |
| 12                                                                                        | Jean-Éric Vergne  | Toro Rosso-Renault   | 2 min 09 s 811   | 2 min 09 s 805   |                  |
| 13                                                                                        | Sergio Pérez      | Force India-Mercedes | 2 min 10 s 666   | 2 min 10 s 084   |                  |
| 14                                                                                        | Adrian Sutil      | Sauber-Ferrari       | 2 min 11 s 051   | 2 min 10 s 238   |                  |
| 15                                                                                        | Romain Grosjean   | Lotus-Renault        | 2 min 10 s 898   | 2 min 11 s 087   |                  |
| 16                                                                                        | Jules Bianchi     | Marussia-Ferrari     | 2 min 11 s 051   | 2 min 11 s 470   |                  |
| 17                                                                                        | Pastor Maldonado  | Lotus-Renault        | 2 min 11 s 261   |                  |                  |
| 18                                                                                        | Nico Hülkenberg   | Force India-Mercedes | 2 min 11 s 267   |                  |                  |
| 19                                                                                        | Max Chilton       | Marussia-Ferrari     | 2 min 12 s 566   |                  |                  |
| 20                                                                                        | Esteban Gutiérrez | Sauber-Ferrari       | 2 min 13 s 414   |                  |                  |
| 21                                                                                        | André Lotterer    | Caterham-Renault     | 2 min 13 s 469   |                  |                  |
| 22                                                                                        | Marcus Ericsson   | Caterham-Renault     | 2 min 14 s 438   |                  |                  |
| Temps minimal à réaliser pour la qualification : 2 min 16 s 029 (107 % de 2 min 07 s 130) |                   |                      |                  |                  |                  |

## Course

### Déroulement de l'épreuve
Alors que Charlie Whiting fait évacuer la grille en vue du lancement du tour de formation, la monoplace de Fernando Alonso est encore surélevée sur ses crics, les ingénieurs s'affairant autour de la Ferrari F14 T toujours accouplée à un système électrique. Le pilote espagnol, qui n'a pas pu s'élancer à temps, doit remonter le peloton pendant le tour d'installation et écope d'une pénalité : un stop-and-go de cinq secondes qu'il pourra purger lors de son premier arrêt au stand. Alors que tous les pilotes sont en pneus pour piste sèche et que les services météorologiques annoncent que la pluie ne perturbera pas la course, Kevin Magnussen signale une pluie fine dans certains secteurs du circuit. À l'extinction des feux, Lewis Hamilton, en première ligne, prend un envol parfait et la tête de la course au premier virage, devant Nico Rosberg, en pole position, et Sebastian Vettel. Vettel dépasse Rosberg et, grâce à sa vitesse de pointe, attaque Hamilton dans Kemmel ; l'Allemand manque son freinage aux Combes, tire tout droit dans l'échappatoire et repasse en troisième position. Derrière, Jules Bianchi, victime d'un contact avec Romain Grosjean, doit passer par son stand pour réparations. Au premier passage sur la ligne, Hamilton devance Rosberg, Vettel, Alonso, Daniel Ricciardo, Valtteri Bottas, Kimi Räikkönen, Magnussen, Felipe Massa, Jenson Button, Sergio Pérez, Daniil Kvyat, Adrian Sutil,,...
Au tour suivant, Hamilton conserve sa position de tête tandis que son coéquipier revient vers lui dans la ligne droite de Kemmel ; au freinage des Combes, Rosberg attaque Hamilton et accroche sa roue arrière. Alors que Rosberg prend le commandement tout en perdant un bout d'aileron, Hamilton, victime d'une crevaison, doit boucler son tour au ralenti pour changer de roue ; il reprend la piste en pneus durs, à la dix-neuvième place. Le novice André Lotterer et Pastor Maldonado, victimes d'ennuis techniques, abandonnent dans ce tour. Bien que beaucoup de débris de fibre de carbone jonchent la piste, la voiture de sécurité n'intervient pas,,.
Si Rosberg tient la tête de la course, il ne parvient pas à creuser l'écart sur Vettel à cause de son aileron avant endommagé qui provoque de surcroît une usure accélérée de son train de pneus avant. Au quatrième passage, Rosberg précède Vettel, Ricciardo, Alonso, Bottas, Räikkönen, Magnussen, Button, Massa, Pérez, Kvyat et Nico Hülkenberg. Ricciardo profite d'une légère erreur de Vettel pour prendre la deuxième place ; au sixième tour, l'écart entre les deux hommes de tête n'est que de 6 dixièmes de seconde. Vettel, plus lent que ses rivaux, laisse le duo de tête prendre le large et commence à créer un train de voitures derrière lui. Bottas profite de ce ralentissement pour ravir la quatrième place à Alonso au huitième tour et se lance à la poursuite de Vettel alors que Rosberg change son aileron avant et passe un train de pneus durs. Il ressort derrière Räikkönen, passé aux stands pour chausser les pneus tendres. Ricciardo s'empare du commandement et réalise le meilleur tour en course. Il compte désormais 3 secondes d'avances sur Vettel tandis que Rosberg est gêné par un débris accroché à une de ses antennes et qui s'agite juste devant son casque. Pérez et Massa s'arrêtent au dixième tour, Vettel, Kvyat et Hülkenberg au suivant, Ricciardo (il rechausse des pneus tendres et reprend le commandement de la course après l'arrêt de Bottas), Magnussen, Sutil, Marcus Ericsson et Max Chilton au douzième. Bottas, Alonso, Button, Grosjean, Esteban Gutiérrez et Jean-Éric Vergne du treizième au seizième tour,,.
À l'issue de la première vague d'arrêts aux stands, Ricciardo devance Räikkönen de 3 secondes et Vettel de 6 secondes ; suivent Rosberg, Bottas, Magnussen, Alonso, Pérez, Button et Kvyat. Rosberg doit passer Vettel rapidement s'il veut lutter pour la victoire face à Ricciardo ; il tente sa chance à la chicane de l'arrêt de bus mais bloque ses roues, provoquant un gros méplat sur son pneu avant gauche. Les importantes vibrations engendrées font souffrir ses suspensions. Rosberg doit ralentir pour éviter d'endommager sa monoplace et est dépassé par Bottas dès le tour suivant. Lewis Hamilton, qui n'arrive pas à remonter à cause d'un fond plat endommagé après avoir dû rouler sur trois roues en début de course, observe un second arrêt au dix-huitième tour. Rosberg change ses pneus au vingtième tour, sa monoplace devenant inconduisible. Räikkönen, Massa, Sutil, Vettel, Pérez, Magnussen et Alonso s'arrêtent entre les vingt-deuxième et vingt-sixième tours,,.
Pendant ce temps, Daniel Ricciardo creuse un écart de plus de 14 secondes sur Bottas (sur une stratégie décalée à trois arrêts) et de 24 secondes sur Nico Rosberg ; suivent Räikkönen, Vettel, Button, Hülkenberg, Magnussen, Alonso et Pérez. Hamilton, à l'agonie en seizième position, demande l'autorisation d'abandonner à son équipe qui refuse, arguant que son rythme est suffisamment bon pour espérer une opportunité en cas de sortie de la voiture de sécurité. Ricciardo s'arrête au vingt-septième tour pour passer les pneus durs et Grosjean au suivant (il abandonne quatre tours plus tard). Bottas, Button, Vergne, Hülkenberg, Gutiérrez, Hamilton, Rosberg, Vettel, Sutil et Massa stoppent entre les vingt-neuvième et trente-sixième tours,,.
Après son dernier arrêt et alors qu'il reste sept tours, Rosberg, qui pointe à 20 secondes de Ricciardo, reprend trois secondes à son rival dans son premier tour lancé tandis que Bottas entre en lutte contre Räikkönen pour le gain de la troisième position et le passe dans le trente-neuvième tour. Lewis Hamilton est autorisé à abandonner à 5 tours du but. Rosberg poursuit sa remontée et l'écart tombe à 6 secondes au quarante-deuxième tour. Derrière, une bataille pour la cinquième place oppose Alonso, Vettel, Button et Magnussen qui réussit un audacieux double dépassement sur Alonso et Button. Daniel Ricciardo remporte sa troisième victoire de la saison, sa seconde consécutive. Rosberg est deuxième à moins de 4 secondes tandis que Bottas monte sur son quatrième podium de l'année ; suivent pour les points Räikkönen, Vettel, Magnussen, Button, Alonso, Pérez et Kvyat. À l'issue de la course, Magnussen est pénalisé de 20 secondes par les commissaires sportifs pour avoir poussé Fernando Alonso en dehors des limites de la piste. Il se classe finalement douzième, ce qui permet à Nico Hülkenberg de marquer le point de la dixième place,,,,,.

### Classement de la course
| Pos. | no | Pilote            | Écurie               | Tours | Temps/Abandon                            | Grille | Points |
| ---- | -- | ----------------- | -------------------- | ----- | ---------------------------------------- | ------ | ------ |
| 1    | 3  | Daniel Ricciardo  | Red Bull-Renault     | 44    | 1 h 24 min 36 s 556 (218,884 km/h)       | 5      | 25     |
| 2    | 6  | Nico Rosberg      | Mercedes             | 44    | + 3 s 383                                | 1      | 18     |
| 3    | 77 | Valtteri Bottas   | Williams-Mercedes    | 44    | + 28 s 032                               | 6      | 15     |
| 4    | 7  | Kimi Räikkönen    | Ferrari              | 44    | + 36 s 815                               | 8      | 12     |
| 5    | 1  | Sebastian Vettel  | Red Bull-Renault     | 44    | + 52 s 196                               | 3      | 10     |
| 6    | 22 | Jenson Button     | McLaren-Mercedes     | 44    | + 54 s 580                               | 10     | 8      |
| 7    | 14 | Fernando Alonso   | Ferrari              | 44    | + 1 min 01 s 162                         | 4      | 6      |
| 8    | 11 | Sergio Pérez      | Force India-Mercedes | 44    | + 1 min 04 s 293                         | 13     | 4      |
| 9    | 26 | Daniil Kvyat      | Toro Rosso-Renault   | 44    | + 1 min 05 s 347                         | 11     | 2      |
| 10   | 27 | Nico Hülkenberg   | Force India-Mercedes | 44    | + 1 min 05 s 697                         | 18     | 1      |
| 11   | 25 | Jean-Éric Vergne  | Toro Rosso-Renault   | 44    | + 1 min 11 s 920                         | 12     |        |
| 12   | 20 | Kevin Magnussen   | McLaren-Mercedes     | 44    | + 1 min 24 s 262 (dont 20 s de pénalité) | 7      |        |
| 13   | 19 | Felipe Massa      | Williams-Mercedes    | 44    | + 1 min 15 s 975                         | 9      |        |
| 14   | 99 | Adrian Sutil      | Sauber-Ferrari       | 44    | + 1 min 22 s 447                         | 14     |        |
| 15   | 21 | Esteban Gutiérrez | Sauber-Ferrari       | 44    | + 1 min 30 s 825                         | 20     |        |
| 16   | 4  | Max Chilton       | Marussia-Ferrari     | 43    | + 1 tour                                 | 19     |        |
| 17   | 9  | Marcus Ericsson   | Caterham-Renault     | 43    | + 1 tour                                 | 22     |        |
| 18   | 17 | Jules Bianchi     | Marussia-Ferrari     | 39    | Boîte de vitesses                        | 16     |        |
| Abd. | 44 | Lewis Hamilton    | Mercedes             | 38    | Retrait volontaire (tenue de route)      | 2      |        |
| Abd. | 8  | Romain Grosjean   | Lotus-Renault        | 33    | Retrait volontaire (tenue de route)      | 15     |        |
| Abd. | 13 | Pastor Maldonado  | Lotus-Renault        | 1     | Échappement                              | 17     |        |
| Abd. | 45 | André Lotterer    | Caterham-Renault     | 1     | Électronique                             | 21     |        |

### Pole position et record du tour
Nico Rosberg part en pole position pour la onzième fois de sa carrière, la quatrième fois consécutive et la première fois en Belgique.
- Pole position :  Nico Rosberg (Mercedes Grand Prix) en 2 min 05 s 591 (200,766 km/h)[37].
- Meilleur tour en course :  Nico Rosberg (Mercedes Grand Prix) en 1 min 50 s 511  (228,162 km/h) au trente-sixième tour[38].

### Tours en tête
- Lewis Hamilton : 1 tour (1)[39]
- Nico Rosberg : 6 tours (2-7)
- Daniel Ricciardo : 36 tours (8-11 /13-44)
- Valtteri Bottas : 1 tour (12)

## Classements généraux à l'issue de la course
| Pos. | Pilote           | Écurie               | Points |
| ---- | ---------------- | -------------------- | ------ |
| 1    | Nico Rosberg     | Mercedes             | 220    |
| 2    | Lewis Hamilton   | Mercedes             | 191    |
| 3    | Daniel Ricciardo | Red Bull-Renault     | 156    |
| 4    | Fernando Alonso  | Ferrari              | 121    |
| 5    | Valtteri Bottas  | Williams-Mercedes    | 110    |
| 6    | Sebastian Vettel | Red Bull-Renault     | 98     |
| 7    | Nico Hülkenberg  | Force India-Mercedes | 70     |
| 8    | Jenson Button    | McLaren-Mercedes     | 68     |
| 9    | Felipe Massa     | Williams-Mercedes    | 40     |
| 10   | Kimi Räikkönen   | Ferrari              | 39     |
| 11   | Kevin Magnussen  | McLaren-Mercedes     | 37     |
| 12   | Sergio Pérez     | Force India-Mercedes | 33     |
| 13   | Jean-Éric Vergne | Toro Rosso-Renault   | 11     |
| 14   | Romain Grosjean  | Lotus-Renault        | 8      |
| 15   | Daniil Kvyat     | Toro Rosso-Renault   | 8      |
| 16   | Jules Bianchi    | Marussia-Ferrari     | 2      |

| Pos. | Écurie               | Points |
| ---- | -------------------- | ------ |
| 1    | Mercedes             | 411    |
| 2    | Red Bull-Renault     | 254    |
| 3    | Ferrari              | 160    |
| 4    | Williams-Mercedes    | 150    |
| 5    | McLaren-Mercedes     | 105    |
| 6    | Force India-Mercedes | 103    |
| 7    | Toro Rosso-Renault   | 19     |
| 8    | Lotus-Renault        | 8      |
| 9    | Marussia-Ferrari     | 2      |

## Statistiques
Le Grand Prix de Belgique 2014 représente :
- la 11e pole position de sa carrière pour Nico Rosberg[42] ;
- la 3e victoire de sa carrière pour Daniel Ricciardo[43] ;
- la 50e victoire de Red Bull en tant que constructeur[44] ;
- la 168e victoire de Renault en tant que motoriste[45] ;
- le 1er départ en Grand Prix de sa carrière pour André Lotterer[46].

Au cours de ce Grand Prix :
- Kimi Räikkönen passe la barre des 1000 points inscrits en Formule 1 (1008 points) ; il est le septième pilote à franchir ce cap[47],[48] ;
- Valtteri Bottas passe la barre des 100 points inscrits en Formule 1 (114 points)[49] ;
- Emanuele Pirro (37 départs en Grands Prix entre 1989 et 1991, 3 points inscrits, et quintuple vainqueur des 24 Heures du Mans) est nommé assistant des commissaires de course. Il effectue son second Grand Prix consécutif après avoir officié en Hongrie. Il a auparavant tenu le poste en début de saison, à Melbourne ainsi qu'au Japon, en Corée et Allemagne en 2013 ; en Italie, à Valence, en Chine et à Bahreïn en 2012 ; en Malaisie et en Chine en 2011 ; à Abou Dabi en 2010[50],[51].